# 펫 비타민
《펫 비타민》(Pet Vitamin)은 2020년 10월 15일부터 2021년 1월 21일까지 방송된 KBS 2TV의 동물 전문 예능 프로그램이다.

## 기획 의도
인간, 동물, 환경. 공존이 곧 건강인 시대. 동물이 건강해야 사람이 건강하다. 사람과 반려동물의 '공동건강'을 꿈꾸는, 세상에 단 하나뿐인 건강클리닉이다.

## 방송 일정
| 방송 채널 | 방송 기간                        | 방송 시간                     | 방송 분량 | 방송횟수 |
| --------- | -------------------------------- | ----------------------------- | --------- | -------- |
| KBS 2TV   | 2020년 10월 15일~2021년 1월 21일 | 매주 목요일 저녁 8:30~밤 9:30 | 55분      | 12부작   |

## 출연자
| 기수 | 출연진 및 패널                     | 방송 기간                        | 방송 회차 |
| ---- | ---------------------------------- | -------------------------------- | --------- |
| 1기  | 전현무, 한승연, 서태훈, 김수찬, 붐 | 2020년 10월 15일~2021년 1월 28일 | 1~13회    |

## 스페셜 MC
| 출연진 및 패널 | 방송 기간                       | 비고                                                |
| -------------- | ------------------------------- | --------------------------------------------------- |
| 박성광         | 2021년 1월 14일~2021년 1월 21일 | (코로나19)로 인해 자가격리 하는 붐 대신 진행하였다. |

## 의뢰인

### 시즌 1
- 2020년
  - 1회: 손연재
  - 2회: 황보
  - 3회: 이수지♥김종학
  - 4회: 이연수
  - 5회: 서지석
  - 6회: 김완선
  - 7회: 양동근♥박가람
  - 8회: 강성진♥이현영
  - 9회: 고은아 가족
- 2021년
  - 10회: 박기량
  - 11회: 김승현 가족
  - 12회: 효연(소녀시대)
  - 13회: 스페셜

### 시즌 2
- 2021년
  - 스페셜: 고명수부부, 김재원
- 2022년
  - 1회:

## 시청률

### 시즌 1
2020년
| 회차 | 방송 일자        | 닐슨 전국 시청률 |
| ---- | ---------------- | ---------------- |
| 1회  | 2020년 10월 15일 | 2.1%             |
| 2회  | 2020년 10월 22일 | 1.8%             |
| 3회  | 2020년 10월 29일 | 2.3%             |
| 4회  | 2020년 11월 12일 | 2.5%             |
| 5회  | 2020년 11월 19일 | 2.5%             |
| 6회  | 2020년 11월 26일 | 3.0%             |
| 7회  | 2020년 12월 3일  | 2.5%             |
| 8회  | 2020년 12월 10일 | 2.8%             |
| 9회  | 2020년 12월 17일 | 3.0%             |

2021년
| 회차 | 방송 일자       | 닐슨 전국 시청률 |
| ---- | --------------- | ---------------- |
| 10회 | 2021년 1월 7일  | 3.3%             |
| 11회 | 2021년 1월 14일 | 3.2%             |
| 12회 | 2021년 1월 21일 | 2.6%             |
| 13회 | 2021년 1월 28일 | 2.6%             |

## 같이 보기
- 애완동물
- 건강

## 동일 소재 프로그램
- 우리말 겨루기(KBS 교양운영팀 제작)
- 가족오락관, 상상오락관, 옥탑방의 문제아들(KBS 예능운영팀 제작)
- 동물의 왕국, 동물의 세계, 동물극장 단짝(KBS 1TV)
- 주주클럽, 슈퍼독, 단짝, 은밀하고 위대한 동물의 사생활, 개는 훌륭하다, 동물은 훌륭하다, 나는 아픈 개와 산다(KBS 2TV)
- 동물일기, 야옹멍멍 귀여워, 세상에 나쁜 개는 없다, 고양이를 부탁해, 아기 동물 귀여워, 펫하트, 극한 직업(EBS 1TV)
- 세계의 비밀 수호대 번개맨(EBS 2TV)
- 와우! 동물천하, 애니멀즈, 하하랜드, 오래봐도 예쁘다, 2020 추석특집 아이돌 멍멍 선수권대회, 심장이 뛴다 38.5(MBC TV)
- TV 동물농장, 어쩌다 마주친 그 개, 펫미픽미, 푸바오와 할부지, 생활의 달인, 더솔져스, 검은 양 게임(SBS TV)
- 마리와 나, 그랜드 부다개스트, 우리집 막내극장(JTBC)
- 기막힌 동물원, 우리집에 해피가 왔다(MBN)
- 동고동락, 개먼드라마 파트라슈(TV조선)
- 대화가 필요한 개냥, 냐옹은 페이크다, 캣츠 앤 독스, 슬기로운 의사생활, 슬기로운 의사생활 시즌2, 해치지 않아, 해치지 않아 X 스우파, 슈퍼액션(tvN)
- 펫토리얼리스트(온스타일)
- 이 주의 책(cpbc FM)
- 개별방송, 식빵 굽는 고양이, 잘살아보시개, 오 마이 펫, 여자친구! 강아지를 부탁해, 펫 닥터스(skyPetpark)
- 상상고양이(MBC 에브리원)
- 펫츠고! 댕댕트립(SBS 플러스)
- 소나무의 펫하우스(SBS M)
- 달려라 댕댕이(MBC 에브리원, MBC 스포츠플러스 공동 제작)
- 라디오 북클럽, 주말하이킥 이윤석입니다(MBC 표준FM)
- 개밥 주는 남자, 너는 내 운명, 서민갑부(채널A)
- 천재! 시무라 동물원(日 NTV)
- 도그 위스퍼러(美 NGC채널)
- 지옥에서 온 고양이(美 애니멀 플래닛)
- 개과천선 아메리카(영국 채널 4, Sky One)

## 결방 및 편성 변경 안내
- 2020년
  - 11월 5일: KBS 스포츠 2020년 KBO 리그 준플레이오프 2차전 두산 베어스 VS LG 트윈스 중계방송으로 인한 결방.
  - 12월 24일: 2020 KBS 연예대상 시상식 중계방송으로 인한 결방.
  - 12월 31일: 2020 KBS 연기대상 시상식 중계방송으로 인한 결방.